# Claudia Campero
Claudia Campero Arena (Ciudad de México, marzo 1979) es una defensora ecológica mexicana, sobre todo en temas relacionados con el agua. Colabora con organizaciones dedicadas al tema del agua: en México con la Coalición de Organizaciones Mexicanas por el Derecho al Agua - COMDA; en Latinoamérica con la Red de Vigilancia Interamericana para la Defensa y el Derecho al Agua - RedVIDA, así como en otras regiones.

## Biografía

### Estudios
Claudia Campero estudió la carrera de Geografía en la Universidad Nacional Autónoma de México y posteriormente una maestría en Ciencias en Desarrollo y Planeación Urbana en University College London.

### Activismo
En 2005, comenzó a colaborar con diversas organizaciones civiles y sociales en el tema del agua. Ha colaborado con la Fundación Heinrich Böll en la organización de la Conferencia "Cambios políticos en Latinoamérica, ¿Nuevas políticas del agua?" que se celebró en México en el 2008. También ha participado en Proyecto del Planeta Azul del Consejo de Canadiense y en el Food and Water Watch haciendo campañas, investigación y coordinación en defensa del agua.
Es miembro fundador de la Alianza Mexicana contra el Fracking que desde 2013 ha colocado el tema de la extracción de hidrocarburos no convencionales en la agenda pública.
En septiembre de 2017 junto con otros activistas inició Verificado19s participando principalmente como punto de contacto y apoyo para monitores/as en derrumbes en CDMX.